# Aéroport de Berne
Pour les articles homonymes, voir BRN.
L'aérodrome régional Berne-Belp (code IATA : BRN • code OACI : LSZB) (« Regionalflugplatz Bern-Belp » en allemand ; désignation de commercialisation : « Aéroport Berne ») fondé en 1929, est situé dans la commune de Belp au sud de la ville de Berne en Suisse. Il héberge notamment le service de transport aérien de la Confédération (STAC) et une base de la Garde aérienne suisse de sauvetage (REGA).

## Localisation
L'aérodrome est situé à six km au sud-ouest de Berne.

### Carte des aéroports en Suisse
| \| 20 km1:1 107 000 \| EuroAirport Basel-Mulhouse-Freiburg Zurich Genève Berne Birrfeld Bressaucourt Fribourg Granges La Chaux-de-Fonds Lausanne Lugano Samedan Saint-Gall Sion Alpnach Buochs Dübendorf Emmen Payerne Ambri Amlikon Bad Ragaz Bellechasse Bex Biel-Kappelen Buttwil Courtelary Dittingen Fricktal-Schupfart Gruyère Hasenstrick Hausen am Albis Kägiswil La Côte Langenthal Locarno Lodrino Lommis Luzern-Beromünster Mollis Montricher Neuchâtel Môtiers Münster Olten Rarogne Reichenbach Saanen Schaffhausen Schänis Sitterdorf Speck-Fehraltorf St. Stephan Thoune Triengen Wangen-Lachen Winterthur Yverdon-les-Bains Zweisimmen |
| 20 km1:1 107 000 |

## Accès
- Voiture, environ 20 min depuis le centre-ville.
- Autoroute A6, sortie 14 (Rubigen)
- Bus depuis la gare centrale de Berne
- S-Bahn jusqu'à Belp, puis bus jusqu'à l'aéroport

## Historique
- 1929, création de l'aérodrome et ouverture de la première ligne Berne-Bienne-Bâle 3x par semaine.
- 1948, ouverture de la ligne régulière Berne-Londres exploitée par Swissair et ce jusqu'en 1957.
- 1959, achèvement de la piste en béton.
- 1980, ouverture des lignes avec Paris CDG, Bruxelles et Lugano exploitées par Crossair.
- 17 novembre 2001, extension de la piste côté nord de 200 m (1 310 m à 1 510 m).
- 2002 - 2004, la compagnie InterSky autrichienne vole vers Berlin-Tempelhof et Vienne. Elle cesse toutes ses opérations en 2004.
- 1er juillet 2002, Lufthansa ouvre la ligne Berne-Munich.
- 2003 - 2005, Air Alps / KLM Alps dessert Berne-Amsterdam.
- 2005 - 2007, Darwin Airline vole vers Londres City et Lugano.
- 2007, Flybe commence ses vols saisonniers d'hiver entre Southampton, Manchester et Birmingham.
- 2007 - 2008, British Airways en leasing avec Sun Air exploite une ligne entre Berne et Bruxelles.
- 1er septembre 2007, l'aéroport commence à opérer des vols charters à destination de l'Afrique du Nord.
- 24 mai 2008, extension de la piste côté sud de 220 m (1 510 m à 1 730 m).
- 2008, Sky Work Airlines s'implante à Berne et exploite des charters vers notamment Vienne puis vers Préveza en Grèce.
- 2008 - 2010, Hamburg International opéra des vols saisonniers d'hiver vers Londres Gatwick mais cessa ses vols pour cause de faillite[1].
- 2009, Air France exploite une ligne régulière annuelle de vols vers Paris-Orly à raison de deux vols AR par jour, Sky Work Airlines vole vers Rotterdam en vols saisonniers d'hiver et vers Barcelone en vol régulier.
- 1er février 2010, Cirrus Airlines reprend les opérations de Lufthansa concernant la ligne Berne-Munich
- 29 octobre 2010, Helvetic Airways annonce son implantation à Berne-Belp et qu'en plus d'une nouvelle ligne régulière vers Brindisi dès avril 2011, la compagnie annonce également qu'elle reprendra les vols charters opérés par Sky Work Airlines pour le compte du voyagiste Aaretal, ce dernier ayant décidé de rompre son contrat avec la seconde pour cause de pannes à répétitions pendant l'été 2010[2].
- 2 novembre 2010, Sky Work Airlines annonce qu'elle reliera l'Aéroport de Londres City et l'Aéroport d'Ibiza dès le 23 mars 2011[3].
- 1er décembre 2010, la compagnie OLT Ostfriesische Lufttransport annonce une ouverture de ligne saisonnière d'été en liaison directe vers L'Île d'Usedom entre juillet et août 2011[4].
- 28 février 2011, Sky Work Airlines annonce qu'elle reliera dès octobre 2011, les aéroports d'Amsterdam, de Belgrade, de Budapest, de Madrid, de Milan, de Rome et de Vienne. Il n'est plus fait mention de sa liaison entre Angers et Bruxelles[5].
- 6 janvier 2012, le premier Airbus A320, vol spécial OU9460 de Croatia Airlines, transportant l'équipe nationale croate de ski alpin, se pose sur le tarmac de BRN[6].
- En mars 2013, Air France annonce la fin de la liaison avec Orly[7].
- En novembre 2013, InterSky annonce la reprise d'une liaison au départ de Berne pour l'Île d'Elbe[8].
- En janvier 2014, la compagnie polonaise EuroLOT reprend les vols depuis Berne en direction d'Heringsdorf, situé en Allemagne à la frontière polonaise[9].
- Le 13 juin 2014, le nom de Belp est abandonné. Le nom commercial de l'aéroport est désormais "Bern Airport"[10]. La société gestionnaire Alpar AG change également de nom au profit de Flughafen Bern AG[11]. La même année, Bmi regional reprend la ligne vers Munich.
- L'horaire d'hiver 2014 prévoit pour la première fois des vols saisonniers charters pour les sports d'hiver depuis Varsovie et Oslo avec EuroLOT et de l'Aéroport d'East Midlands, Newquay, Bournemouth et Norwich via InterSky[12].
- Dès juillet 2015, à la suite du retrait total de Swiss International Air Lines d'EuroAirport, Sky Work Airlines relie Berne à Londres via Bâle en reprenant à son compte la ligne EuroAirport-Londres-City[13].
- En février 2016, Sky Work Airlines annonce qu'elle proposera dès juin 2016 quatre vols hebdomadaires à destination de Paris CDG.
- La compagnie suisse Germania Flug opère un vol saisonnier à destination de Calvi dès le 12 juin 2016.
- En août 2018, le plus grand transporteur de l'aéroport, SkyWork Airlines, s'est déclaré en faillite[14] et a cessé toute activité, provoquant ainsi un effondrement du trafic.
- En 2019, l'aéroport voit le nombre de destinations réduire drastiquement et seules les destinations de Jerez, Palma de Majorque et Olbia (Helvetic Airways avec un E190), Minorque (People's avec un E170), ainsi qu'Elbe (Zimex Aviation avec un ATR 42) sont desservies[15].
- En 2020, des lignes à destination d'Heraklion par Helvetic Airways, Kos et Rhodes (par la compagnie zurichoise Lions Air AG avec un Beechcraft 200) sont desservies pendant la levée des restrictions temporaires dues au Covid-19.
- En 2021, Helvetic Airways dessert Heraklion et, en concurrence avec Lions Air AG, Palma de Majorque. La nouvelle compagnie neuchâteloise Swiss Flight Services dessert l'île d'Elbe avec un Beechcraft King Air 350i. Enfin, Lübeck Air débute ses opérations commerciales à destination de Lübeck[16] pour le compte de la nouvelle compagnie aérienne virtuelle locale flyBAIR[17].
- 2022 voit une reprise significative du trafic et un triplement des lignes offertes par rapport à l'année précédente: flyBAIR/Lübeck Air vole à destination de Lübeck mais également de Heringsdorf[18] et d'Olbia et Jerez en vols charter pour ces deux dernières destionation[19], ces deux derniers vols étant opérés par Air Alsie[20]. Helvetic Airways, outre Heraklion et Palma de Majorque, dessert Kos, Larnaca et Rhodes mais également Antalya[20]. Enfin, Swiss Flight Services dessert Olbia[19] et Portorož[21].

## Trafic passager
En 2006, l'aérodrome a accueilli plus de 117 000 passagers, en hausse de 23 % par rapport à l'année précédente.
En 2010, l'aérodrome a vu un peu plus de 101 000 passagers. Avec toutes les nouvelles destinations offertes en 2011, sa fréquentation augmente de 82 % pour atteindre le chiffre record de 184 831 passagers en 2011, puis de 271 111 passagers en 2012.
En 2013, ce sont 253 000 passagers en transit, chiffre en baisse lié à une réduction de sièges et de destination, notamment l'abandon de la ligne Berne-Orly par Air France et à cause de difficultés financières de SkyWorks ayant dû mener des restructurations au niveau des ressources humaines, affectant de fait le nombre de vols et de destinations offertes par la compagnie. Cette baisse de fréquentation se poursuit en 2014 avec seulement 192 846 passagers (-60 000 par rapport à 2013).
Le nombre de passagers en 2015 a été de 190 032 et en 2016 de 183 320.
En 2017, il y a eu 182 917 passagers et en 2018, il y a eu 151 621 passagers.
En 2019, 35 787 passagers ont transité par l'aéroport, 16 183 passagers en 2020 et 23 827 passagers en 2021 marquant une reprise légère du trafic après les restrictions de vols dues au Covid-19.
Pour des raisons techniques, il est temporairement impossible d'afficher le graphique qui aurait dû être présenté ici.

Voir la requête brute et les sources sur Wikidata.

## Compagnies et destinations
| Compagnies            | Destinations                                                                                               |
| --------------------- | --- |
| flyBAIR               | En saison: Olbia-Costa Smeralda                                                                            |
| Helvetic Airways      | En saison: - Antalya, - Héraklion-N. Kazantzákis, - Kos, - Larnaca, - Palma de Majorque, - Rhodes-Diagoras |
| Lübeck Air            | En saison: Heringsdorf, Jerez de la Frontera, Lübeck, Olbia-Costa Smeralda                                 |
| Swiss Flight Services | En saison charter: Île d'Elbe                                                                              |

Actualisé le 23/12/2022